# Virupa
Virupa – wielki mistrz buddyzmu tybetańskiego, mahasiddha z Indii, prekursor tybetańskiej szkoły sakja.
Virupa urodził się jako książę, syn króla Suvarnacakra w mieście Vesasa we wschodnich Indiach. Astrologowie przewidzieli, że osiągnie on niezwykłe duchowe moce i ukaże ludziom nieograniczone możliwości umysłu. Jako młody chłopiec posłany został do klasztoru Somapura w północnym Bengalu, gdzie otrzymał ślubowania mnicha od mistrzów Vinitadeva i Acharya Jayakirti. Opanował wszystkie główne nauki i stał się wielkim uczonym zarówno buddyjskich jak i niebuddyjskich nauk.
Opuścił klasztor i wstąpił do sławnego uniwersytetu Nalanda. Otrzymał tam święcenia bhikhu od opata Dharmamitry znanego jako Jayadeva. Kontynuował studia pod jego okiem i otrzymał wiele nauk wadżrajany oraz przekazy praktyk tantrycznych, a zwłaszcza przekaz tantry Czakrasamwara. Nocami Virupa praktykował tę tantrę z wielkim zaangażowaniem, podczas gdy w dzień studiował i nauczał. Mimo że zajmował się wszystkimi klasami nauk Buddy, także hinajany i mahajany, to jednak szczególnie zainteresowany był ezoteryczną tradycją wadżrajany. Przez lata praktykował tantrę Chakrasamvara, lecz dopiero po wizji, w której dakini Nairatmya przekazała mu głębokie nauki i praktykę tantry Hewadżra, do której miał szczególne predyspozycje, osiągnął postępy w praktyce i pełne urzeczywistnienie.
Nauki Virupy, głównie system Lamdre "Ścieżka i jej Owoc" oraz przekaz Padmasambhawy związany z tantrą Wadżrakilaja, stały się podstawą tybetańskiej szkoły sakja. Lamdre do Tybetu sprowadził tłumacz Drokmi, a rozpowszechnione zostały dzięki aktywności Pięciu Wielkich Mistrzów szkoły sakja.